# Love Alarm
Love Alarm (좋아하면 울리는?, Joh-ahamyeon ullineunLR) è una serie televisiva sudcoreana del 2019, diretta da Lee Na-jung.
La prima stagione, composta da 8 episodi, è stata distribuita su Netflix dal 22 agosto 2019, in tutti i paesi in cui il servizio è disponibile. La seconda stagione, composta da 6 episodi, è stata distribuita sulla stessa piattaforma a partire dal 12 marzo 2021.

## Trama
Love Alarm è un'applicazione che ha ottenuto uno straordinario successo, tanto da essere stata scaricata da numerosissime persone in tutto il mondo; essa infatti ha la capacità di segnalare se nel raggio di dieci metri è presente una persona che prova dei sentimenti per chi ha scaricato l'app. Hwang Sun-oh, ragazzo ricco e popolare, si innamora di Jo-jo; entrambi hanno scaricato Love Alarm, tuttavia temono che i loro sentimenti siano stati condizionati proprio da quell'applicazione, e tentano di sviluppare il loro rapporto in maniera "naturale", ossia come se Love Alarm non esistesse. Anche Lee Hee-young, migliore amico di Sun-oh, è però innamorato di Jo-jo.

## Personaggi
- Kim Jo-jo, interpretata da Kim So-hyun, doppiata da Martina Tamburello
- Hwang Sun-oh, interpretato da Song Kang, doppiato da Giuseppe Palasciano
- Lee Hye-young, interpretato da Jung Ga-ram, doppiato da Davide Farronato
- Il-sik, interpretato da Shin Seung-ho, doppiato da Ezio Vivolo
- Park Gul-mi, interpretata da Go Min-si, doppiata da Veronica Cuscusa
- Jeong Mi-mi, interpretata da Song Seon-mi, doppiata da Debora Magnaghi

## Episodi
| Stagione         | Episodi | Pubblicazione Corea del Sud | Pubblicazione Italia |
| ---------------- | ------- | --------------------------- | -------------------- |
| Prima stagione   | 8       | 2019                        | 2019                 |
| Seconda stagione | 6       | 2021                        | 2021                 |

## Promozione
Il 29 luglio 2019 è stato pubblicato su Netflix il primo teaser trailer della serie, seguito il 6 agosto dello stesso anno dal trailer ufficiale.